# ISO/IEC 27034
La serie de estándares ISO/IEC 27034 profundiza en el área de tecnología de la información, técnicas de seguridad y seguridad de la aplicación. Ha sido publicado por ISO (Organización Internacional de Normalización) y cuenta con diferentes partes y estándares propios de la serie desde el año 2011.
ISO/IEC 27034 ofrece orientación sobre seguridad de la información a través de un conjunto de procesos integrados a lo largo del Ciclo de Vida de Desarrollo de Sistemas (SDLC) de una organización. Por tanto, está orientado a procesos. Este estándar está destinado para aquellos que especifican, diseñan y programan, implementan y usan sistemas de aplicaciones, entre los que se encuentran gerentes de negocios y TI, desarrolladores y auditores, y los usuarios finales de las TIC. 
Cuenta con una característica destacable, dicho estándar es independiente del método SDLC ya que no exige uno o más métodos, enfoques o etapas de desarrollo específicos. La razón de esto se debe a que está escrito de manera general para ser aplicable a todos ellos. De esta manera, complementa otros estándares y métodos de desarrollo de sistemas sin entrar en conflicto con ellos.

## Objetivo y alcance
El objetivo es garantizar que las aplicaciones  aseguren el nivel de seguridad requerido para el apoyo del Sistema de Gestión de Seguridad de la Información (SGSI) de la organización, abordando adecuadamente muchos riesgos de seguridad de las TIC.
Este estándar formado por varias partes proporciona orientación sobre cómo especificar, diseñar/seleccionar e implementar controles de seguridad de la información. Aborda algunos aspectos como la determinación de los requisitos de seguridad de la información, la protección de la información a la que accede una aplicación, así como la prevención del uso no autorizado y/o acciones de una aplicación.

## Partes de la serie
- ISO/CEI 27034-1: 2011 - Tecnología de la información - Técnicas de seguridad - Seguridad de la aplicación - Descripción general y conceptos.
- ISO/CEI 27034-2: 2015 - Tecnología de la información - Técnicas de seguridad - Seguridad de la aplicación - Marco normativo de la organización.
- ISO/CEI 27034-6: 2016 - Tecnología de la información - Técnicas de seguridad - Seguridad de aplicaciones - Estudios de casos.
- ISO/IEC 27034-5: 2017 - Tecnología de la información - Técnicas de seguridad - Seguridad de aplicaciones - Protocolos y estructura de datos de control de seguridad de aplicaciones.
- ISO/IEC 27034-3: 2018 - Tecnología de la información - Técnicas de seguridad - Seguridad de aplicaciones - Proceso de gestión de seguridad de aplicaciones.
- ISO/IEC TR 27034-5-1: 2018 - Tecnología de la información - Técnicas de seguridad - Seguridad de la aplicación - Protocolos y estructura de datos de control de seguridad de la aplicación, esquemas XML.
- ISO/IEC 27034-7: 2018 - Tecnología de la información - Técnicas de seguridad - Seguridad de la aplicación - Marco de predicción de aseguramiento.
- ISO/CEI 27034-4 - Tecnología de la información - Técnicas de seguridad - Seguridad de la aplicación - Validación de seguridad de la aplicación (borrador).